# Тамбакунда
Тамбакунда (на френски: Tambacounda) е град в Сенегал, административен център на област Тамбакунда и окръг Тамбакунда. През 2013 г. има 107 293 жители.
Исторически градът израства от село покрай железопътната линия Дакар-Бамако, построено през колониалния период и все още използвано днес, но самото пътуване на пътници е ограничено. Разклонена линия, която се свързва от тази станция, се предлага да обслужва Kедоигои. 
Градът се намира на пътища N1 и N7. Като част от системата на Транссахелианските магистрали, те са от решаващо значение за трафика между региона Кайес на Мали и крайбрежните райони на Сенегал (Дакар, Тиес, Сен Луи), най-гъсто населените части на двете нации. Това пътуване изток-запад се пресича с най-важния маршрут на Сенегал от Дакар до региона Казаманс, който е отрязан от Гамбия. Бавните речни фериботи, граничните постове и корумпираните гранични служители означават, че много сенегалци са готови да пътуват далеч от пътя си, за да избегнат международната граница. През 2002 г. фериботът MВ Джола от Дакар до Зигиншор потъна, но оттогава нов ферибот го замени и водният маршрут до Зигиншор се отвори отново. Пътят през Тамбакунда е единственият вътрешен маршрут между двете части на страната, но е възможно да се пътува и през Гамбия. Градът разполага и с летище Тамбакунда, обслужвано от национални и международни полети.
Между преброяванията от 1988 и 2002 г. Тамбакунда нараства от 41 885 на 67 543 жители.
През 2007 г. по официални изчисления населението е достигнало 78 800 души.
Заселен първо от народите мандике в покрайнините на империята на Мали, по редовните маршрути за прехвърляне на говеда на фула, и отново заселен от фермери от волоф в началото на 20-ти век, Тамбакунда има смесица от повечето етнически групи в Сенегал.
Регионът Тамбакунда е известен с богатата си джембе и танцова култура и наследство. Някои от най-големите майстори на джембе от Сегу, Мали, дойдоха в Тамбакунда в средата на 1900-те, носейки със себе си своята история, знания и тайни на джембе. Сред известните музиканти от Тамбакунда беше барабанистът Абдулайе Диаките.
Тамбакунда има климат на тропически савани (Kопен Ав), граничещ с горещ полусух климат (БСХ). Подобно на по-голямата част от Западна Африка, районът има два сезона, дъждовния сезон от юни до октомври, характеризиращ се с горещина, влажност и бури, и жаркия сух сезон без дъжд от ноември до май. Средните валежи са 887 мм (34,9 инча).
Както в по-голямата част от Сенегал, населението е преобладаващо мюсюлманско, като голяма част от населението на Волоф в региона проследява своите корени от привържениците на суфите Мурид, на които братството е предоставило диви пасища, за да изчистят и заселят в началото на 20-ти век. Има римокатолическа епархия на Тамбакунда, но само 1,8% от населението на региона е римокатолици.
Тамбакунда е столица на департамент Тамбакунда (който включва три административни региона) и големия регион Тамбакунда.
Сути Туре, настоящият кмет, преди е бил министър на правителството при Абду Диуф и е основател на политическата партия Парти социалисте aнтункуе (ПСА). ПСА има само едно място в законодателния орган, а Тамбакунда е неговата политическа база.

## Побратимени градове
- Бонди, Франция
- Ла Рош сюр Ион, Франция